# Stazione di Melfi
Stazione di Melfi vasútállomás Olaszországban, Melfi településen.

## Vasútvonalak
Az állomást az alábbi vasútvonalak érintik:
- Foggia-Potenza-vasútvonal

## Kapcsolódó állomások
A vasútállomáshoz az alábbi állomások vannak a legközelebb:
- Stazione di Barile
- Stazione di Leonessa